# Procedura GIANOS
GIANOS, acronimo di Generatore Indici di Anomalia per Operazioni Sospette, è uno strumento informatico di ausilio alla gestione degli adempimenti normativi rivolti alla prevenzione dell'utilizzo del sistema finanziario a scopo di riciclaggio dei proventi di attività criminose e di finanziamento del terrorismo.

## Storia
L’8 maggio 1991, con la pubblicazione in Gazzetta Ufficiale N.106, del Decreto legge 3 marzo 1991 N. 143 recante “Provvedimenti urgenti per limitare l'uso del contante e dei titoli al portatore nelle transazioni e prevenire l'utilizzazione del sistema finanziario a scopo di riciclaggio”, poi convertito e modificato dalla Legge del 5 luglio 1991 n. 197, il sistema bancario italiano dovette affrontare una rilevante trasformazione organizzativa e culturale per effetto dell’introduzione delle nuove norme che, in particolare, intervenivano sulla limitazione dell'uso del contante e dei titoli al portatore, sugli obblighi di identificazione e di registrazione e la segnalazioni di operazioni sospette. 
Intenso fu il dibattito iniziale e il confronto con le istituzioni per la predisposizione dell’Archivio unico informatico prescritto dalla Legge. Superata questa fase le attenzioni si concentrarono sulle complessità incontrate nell’analisi della grande quantità di dati e informazioni da esaminare per individuare e segnalare le operazioni sospette. In tale ambito maturò l’idea di agevolare le attività con il contributo di una procedura informatica. 
Nella primavera del 1993 fu organizzato un gruppo di studio interbancario, con le associazioni categoria, cui parteciparono come osservatori esperti della Banca d’Italia e dell’Ufficio Italiano dei Cambi. Al gruppo fu rivolto un quesito: “… Può una procedura informatica risultare di ausilio all’operatore bancario nell’evidenziare indici di anomalia meritevoli di maggiori approfondimenti ai fini dell’individuazione delle operazioni sospette, senza deresponsabilizzarlo?..." La risposta al quesito, dopo mesi di incontri e valutazioni, condizionate dall’assenza di una base giuridica a supporto della proposta, fu affermativa, e diede origine alla realizzazione del programma informatico GIANOS. 
Su incarico delle associazioni bancarie un gruppo di esperti analizzò l’innovativa proposta ideata e presentata dagli autori, perfezionandone i contenuti e definendo i criteri e le modalità di utilizzo. Il gruppo di lavoro, due anni dopo, si costituì in osservatorio permanente e Comitato per il monitoraggio dell’andamento del sistema GIANOS (ABI-ARMA). Analoghi gruppi vennero costituiti con gli intermediai non bancari. 
Il 3 gennaio 1995, dopo aver constatato l'esito positivo della fase di sperimentazione e collaudo sulle principali banche italiane e aver riscontrato anche l’uniformità di comportamento tra gli aderenti al progetto, venne sancito, d’intesa con l’Associazione Bancaria Italiana, il termine del periodo sperimentale e l’inizio dell’utilizzo ufficiale dell’uso contemporaneo della procedura nelle banche che avevano volontariamente aderito al progetto e che lo avevano già installato.
Negli anni successivi il sistema GIANOS è stato ampliato in relazione alle normative primarie e secondarie emanate, con frequenti aggiornamenti, almeno annuali. Nell’ordine e tra le più importanti successive al primo programma: 
GIANOS PLUS nel 1996 per consentire la gestione TP; 
EURO GIANOS nel 2001 per far fronte all’avvento della nuova unità di conto europeo ed alle contemporanee nuove normative; 
GIANOS GPR nel 2007 in relazione alle prime impostazioni con l’approccio basato sul rischio; GIANOS Know You Customer nel 2008 per la gestione della più ampia conoscenza del cliente; GIANOS 3D nel 2009 a completamento degli adempimenti prescritti dalla terza direttiva Ue; GIANOS Controlli interni nel 2010 a supporto delle procedure di valutazione sull’organizzazione interna; 
GIANOS Usura nel 2011 e Frodi fiscali nel 2012 in coerenza con le comunicazione della UIF; GIANOS per l’adeguata verifica nel 2013 a seguito dei provvedimenti della Vigilanza; 
GIANOS AML ANALYZER nel 2014 in relazione all’aumento di complessità da monitorare; GIANOS Monetica nel 2015 e nuovo GPR derivati da provvedimenti UIF e dai mutati scenari componenti le strutture bancarie; 
GIANOS CFT nel 2016 in seguito alle raccomandazioni UIF sul proliferare del terrorismo;
GIANOS 4D nel 2019 in funzione della quarta direttiva UE e quarta bis.